# 帕尔维兹·达夫拉特佐达
帕尔维兹·达夫拉特佐达（1971年12月30日—），塔吉克族，塔吉克斯坦外交官，曾任塔吉克斯坦共和国驻中华人民共和国特命全权大使。

## 简历
1994年毕业于塔吉克斯坦民族大学法学系。
1994年–1995年 塔吉克斯坦外交部后勤团顾问
1995年6月–8月 塔吉克斯坦外交部双边和多边合作司三秘
1995年–1997年 俄罗斯联邦外交部外交学院学习
1997年6月–11月 塔吉克斯坦外交部条法司二秘
1997年–1998年 塔吉克斯坦总统办公厅外事联络部高级干部
1998年–1999年 塔吉克斯坦外交部领事司二秘
1999年–2002年 塔吉克斯坦外交部条法司一秘
2002年2月–10月 塔吉克斯坦外交部条法司参赞
2002年–2005年 塔吉克斯坦共和国驻俄罗斯联邦特命全权大使助理
2005年–2006年 塔吉克斯坦外交部条法司副司长
2006年–2007年 塔吉克斯坦外交部条法司参赞
2007年–2010年 塔吉克斯坦外交部条法司司长
2010年–2013年 上海合作组织副秘书长
2013年–2014年 塔吉克斯坦外交部条法司司长
2013年–2016年 上海合作组织塔吉克斯坦国家协调员
2014年–2016年 塔吉克斯坦共和国外交部副部长
2016年3月29日起	塔吉克斯坦共和国驻中华人民共和国及越南特命全权大使。除了母语塔吉克语之外，帕尔维兹·达夫拉特佐达也会讲俄语和英语。他已经结婚并生育3个子女。